# Rovinari
Rovinari es una ciudad de Rumania en el distrito de Gorj.

## Geografía
Se encuentra a una altitud de 155 m s. n. m. a 318 km de la capital, Bucarest.

## Demografía
Según estimación 2012 contaba con una población de 13 441 habitantes.
| 1948 | 1956 | 1966 | 1977 | 1992   | 2002   | 2012   |
| s/d  | s/d  | s/d  | s/d  | 13 335 | 12 509 | 13 441 |